# 伊庇鲁斯大区
伊庇鲁斯大区（羅馬化：Ipeiros）是希腊的一个传统地理区域及现今的大区之一。位于希腊西北部，北边与阿尔巴尼亚接壤，东边与西马其顿大区和色萨利大区比邻，南边与西希腊大区接壤，西部临伊奥尼亚海。大区总面积9203平方公里，人口数量为319,543人（2021年）。该大区是更为广阔的伊庇鲁斯历史地区的一部分，此历史地区横跨当今的阿尔巴尼亚和希腊两国，但大部分位于希腊境内。

## 行政
现今定义的伊庇鲁斯大区是在1987年行政改革中设立的，该大区下分为州份，每个州再下分为若干市镇。
2011年的地方政府改革中，地方政府精简化，原先的州份被新的专区取代。原先的市镇和社区重组而减少了市镇的数量。现时伊庇鲁斯大区划分为四个专区：阿尔塔专区、约阿尼纳专区、普雷韦扎专区和塞斯普罗蒂亚专区。